# Yōsuke Tsuruho

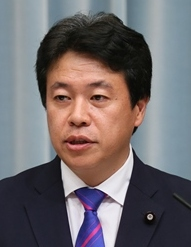
Yōsuke Tsuruho, 2016

Yōsuke Tsuruho (japanisch 鶴保 庸介 Tsuruho Yōsuke; * 5. Februar 1967 in der Stadt Osaka, Präfektur Osaka) ist ein japanischer Politiker, Mitglied im Senat, dem Oberhaus des Nationalparlaments, für Wakayama und ehemaliger Minister beim Kabinettsamt für besondere Aufgaben im umgebildeten Kabinett Abe. Tsuruhos bisherige Parteizugehörigen waren: Neue Fortschrittspartei (NFP) → Liberale Partei → Konservative Partei → Neue Konservative Partei → Liberaldemokratische Partei (LDP), darin Nikai-Gruppe → Nikai-Faktion.
Tsuruho war nach seinem Studium an der rechtswissenschaftlichen Fakultät der Universität Tokio Sekretär von Ichirō Ozawa. Für dessen NFP kandidierte er bei der Repräsentantenhauswahl 1996, der ersten nach der Wahlrechtsreform, im neuen FPTP-Einmandatswahlkreis Wakayama 2, unterlag aber Mitsuzō Kishimoto. Bei der NFP-Auflösung folgte er Ozawa in die Liberale Partei und kandidierte bei der Senatswahl 1998 in Wakayama (ein Senator pro Wahl). Mit rund 43 % der Stimmen setzte er sich gegen den amtierenden Senator und ehemaligen Justizminister Isao Maeda (38 %; LDP) und zwei weitere Kandidaten durch. Bei der Spaltung der Liberalen Partei im Jahr 2000 gehörte Tsuruho zu den von Toshihiro Nikai angeführten Abgeordneten, die die Regierungskoalition mit der LDP fortsetzen wollten, und kehrte mit Nikai 2003 in die LDP zurück. Für diese wurde Tsuruho bei den Senatswahlen 2004, 2010, 2016 und 2022 jeweils mit absoluten Mehrheiten viermal in Folge wiedergewählt. 2022 gewann er Wakayama gegen einen kommunistischen Herausforderer und drei weitere Kandidaten mit über 70 % der Stimmen, das beste Ergebnis landesweit.
Im Senat war Tsuruho von 2006 bis 2007 Vorsitzender des Sozial- und Arbeitsausschusses, 2010–2011 des Rechnungsausschusses und 2011–2012 des Geschäftsausschusses. 2022 übernahm er den Vorsitz im Sonderausschuss für „Regionalerneuerung“ (chihō sōsei, aka local Abenomics) und digitale Gesellschaft. In der Senats-LDP führte er von 2014 bis 2016 den Politikforschungsrat. In der Regierung war er im MLIT von 2002 bis 2004 (Kabinette Koizumi I und II) „parlamentarischer Sekretär“, von 2012 bis 2013 (Abe II) „Vizeminister“. 2016 berief ihn Shinzō Abe bei einer Kabinettsumbildung zum Minister beim Kabinettsamt für Okinawa & „Nördliche Territorien“, Wissenschafts- und Technologiepolitik, Raumfahrt, die Cool-Japan-Strategie und geistiges Eigentum. Er blieb bis zur Repräsentantenhauswahl 2017 im Amt.